# Thijs Vermeulen
Thijs Vermeulen (11 maart 1985) is een voormalig Nederlands professioneel basketballer.

## Statistieken
Dutch Basketball League
| Jaar    | Team     | GS | MPW  | 2P%  | 3P%  | VW%  | RPW | APW | SPW | BPW | PPW |
| ------- | -------- | -- | ---- | ---- | ---- | ---- | --- | --- | --- | --- | --- |
| 2010–11 | Nijmegen | 36 | 28.2 | .383 | .335 | .750 | 1.9 | 1.3 | 1.2 | 0.1 | 8.1 |
| 2011–12 | Wijchen  | 30 | 22.9 | .414 | .398 | .621 | 2.4 | 1.0 | 0.6 | 0.1 | 6.0 |
| 2012–13 | Wijchen  | 33 | 27.6 | .385 | .415 | .842 | 2.2 | 2.0 | 0.9 | 0.1 | 9.0 |
| 2013–14 | Wijchen  | 39 | 25.4 | .461 | .428 | .753 | 1.9 | 1.2 | 0.8 | 0.1 | 8.9 |